# Cäcilie von Brandenburg
Cäcilie von Brandenburg (* ca. 1405; † 4. Januar 1449) war eine Prinzessin von Brandenburg und durch Heirat Herzogin von Braunschweig-Wolfenbüttel.

## Leben
Cäcilie war eine Tochter des späteren Kurfürsten Friedrich I. von Brandenburg (1371–1440) aus dessen Ehe mit Elisabeth (1383–1442), Tochter des Herzogs Friedrich von Bayern-Landshut. Elisabeths Brüder waren die nacheinander regierenden Friedrich II. und Albrecht Achilles, Kurfürsten von Brandenburg.
Sie heiratete am 30. Mai 1423 in Berlin Herzog Wilhelm I. von Braunschweig-Wolfenbüttel (1392–1482). Die Ehe war wie die ihrer Schwester Magdalena mit Herzog Friedrich von Braunschweig-Lüneburg von Kaiser Sigismund veranlasst worden und die Verlobung der Schwestern hatte am 3. März 1420 stattgefunden.
Wilhelm und sein Bruder Heinrich hatten Cäcilie als Leibgedinge Schloss Bodenteich und eine jährliche Rente von 2000 Gulden zugesichert. Nach einem Ländertausch erhielt Cäcilie aber Schloss Wolfenbüttel überschrieben. Bischof Magnus von Hildesheim versuchte von Herzog Heinrich Pfändungen einzulösen und richtete dabei sein Augenmerk auf Schloss Wolfenbüttel. Cäcilie übergab deshalb 1432 das Schloss ihrem Schwager Heinrich zum Schutz, der die Ansprüche des Bischofs abwenden konnte. 
Heinrich verwies Cäcilie schließlich mit ihren Kindern aus dem Schloss Wolfenbüttel. Cäcilie soll dabei gesagt haben: “dessen hat sich euer Bruder nicht versehen und steht solches Thun keinem Herrn von Braunschweig an, auch wenn ich eines armen Unterthan Gemahl wäre!” Cäcilie begab sich gedemütigt mit ihren Kindern nach Schloss Schöningen. Zwischen den Brüdern entbrannte darauf ein Streit. In einer im Rahmen eines Vergleichs durchgeführten Landesteilung 1432 erhielt Heinrich das Fürstentum Braunschweig-Wolfenbüttel, während Cäcilies Mann Wilhelm mit dem Fürstentum Calenberg abgefunden wurde. 
Cäcilie wurde im Braunschweiger Dom bestattet.

## Nachkommen
Aus ihrer Ehe hatte Cäcilie zwei Söhne:
- Friedrich II. (1424–1495), Herzog von Braunschweig-Calenberg

⚭ 1. 1463 Prinzessin Anna von Braunschweig-Grubenhagen (1415–1474)
⚭ 2. 1483 Gräfin Margarethe von Rietberg († 1533/35)
- Wilhelm II. der Jüngere (1425–1503), Herzog von Braunschweig-Wolfenbüttel

⚭ 1444 Gräfin Elisabeth zu Stolberg-Wernigerode († 1520/21)